# Sănătatea în Danemarca

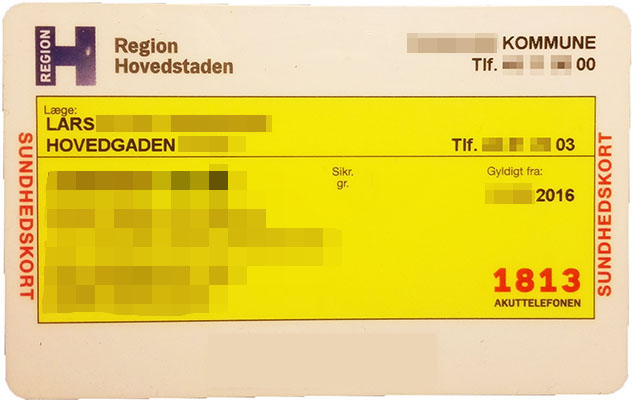
Card de sănătate danez

Danemarca are un sistem sanitar modern, considerat unul dintre cele mai eficiente din lume.